# Карл (князь Ангальт-Цербста)
Карл Ангальтский (нем. Karl von Anhalt; 17 ноября 1534, Дессау — 4 мая 1561, Цербст) — князь Ангальт-Цербста из династии Асканиев.

## Биография
Карл — старший сын князя Иоганна IV Ангальт-Цербстского и его супруги Маргариты Бранденбургской, дочери курфюрста Иоахима I Бранденбургского. Карл учился в Виттенбергском университете, затем находился при дворе курфюрста Иоахима II Бранденбургского.
Наследовал отцу вместе с несовершеннолетними братьями Иоахимом Эрнстом и Бернгардом VII, находившимися на тот момент под опекой дядей Георга III и Иоахима I. Правил с 1556 года.
Позднее Карл проживал в Цербсте, Иоахим Эрнст — в Рослау, Бернгард — в Дессау. Карл женился 16 мая 1557 года на Анне Померанской (1531—1592), дочери герцога Барнима IX Померанского. Свадьба отмечалась с большим размахом. Брак остался бездетным, Карл умер спустя четыре года после свадьбы от «чахотки».